# Juan José Castro
Juan José Castro (ur. 7 marca 1895 w Avellanedzie, zm. 3 sierpnia 1968 w Buenos Aires) – argentyński kompozytor i dyrygent.

## Życiorys
Brat Joségo Maríi. Początkowo uczył się w Buenos Aires u Manuela Posadasa (gra na fortepianie i skrzypcach) oraz Eduardo Fornariniego (kompozycja), następnie dzięki otrzymanemu stypendium wyjechał do Europy, gdzie kontynuował studia w paryskiej Schola Cantorum u Vincenta d’Indy’ego (kompozycja) i Édouarda Rislera (fortepian). Po powrocie do Buenos Aires działał jako dyrygent, kierując powołaną przez siebie w 1928 roku Orquesta Renacimiento, a od 1930 roku występował w Teatro Colón. Gościnnie dyrygował orkiestrami w Hawanie (1947), Montevideo (1949–1951) i Melbourne (1952–1953). Od 1956 do 1960 roku był dyrygentem Orquestra Sinfónica Nacional w Buenos Aires. W latach 1959–1964 był dziekanem konserwatorium w Portoryko.
Kompozycje Castro utrzymane są w stylistyce neoklasycznej, z wykorzystaniem elementów folkloru argentyńskiego i hiszpańskiego. Skomponował m.in. pięć symfonii (1931, 1932, 1936, 1939, 1956), koncert fortepianowy (1941), sonaty na skrzypce (1914) i wiolonczelę (1916), kwartet smyczkowy (1942), dwie sonaty fortepianowe (1917, 1939), kantatę Epitafio en ritmos y sonidos na chór i orkiestrę (1961), balety Mekhano (1937) i Offenbachiana (1940), opery La zapatera prodigiosa (1943) i Proserpina y el extranjero (1951).